# Minerbe
Minerbe és un comune (municipi) de la província de Verona, a la regió italiana del Vèneto, situat a uns 80 quilòmetres a l'oest de Venècia i a uns 35 quilòmetres al sud-est de Verona.
A 1 de gener de 2020 la seva població era de 4.562 habitants.
Minerbe limita amb els següents municipis: Bonavigo, Legnago, Montagnana, Veronella, Pressana, Bevilacqua i Boschi Sant'Anna.